# Анна Клевська
Анна Клевська (англ. Anne of Cleves; 22 вересня 1515 — 16 липня 1557) — королева-консорт Англії, четверта дружина Генріха VIII, донька герцога Клевського.

## Ранні роки
Анна народилася в 1515 році або 22 вересня або, ймовірніше, 28 червня в Дюссельдорфі, була другою дочкою Іоганна III з дому Ла Марків, герцога Юліського jure uxoris, Клевського, Берзького jure uxoris, графа Марка, також відомого як де ла Марк і Равенсберг jure uxoris (часто згадується як герцог Клевський), який помер у 1538 році, і його дружини Марії, герцогині Юліх-Берзької (1491—1543). Анна виросла в замку Бург на околицях Золінгена.
Батько Анни перебував під впливом Еразма і пішов поміркованим шляхом Реформації. Він вирішив стати на бік Шмалькальдської ліги та виступив проти імператора Карла V. Після смерті Іоанна брат Анни Вільгельм став герцогом Юліх-Клевс-Берзьким, маючи багатообіцяючий епітет «Багатий». У 1526 році її старша сестра Сібілла була одружена з Йоганном Фредеріком, курфюрстом Саксонським, головою протестантської конфедерації Німеччини, якого вважали «борцем Реформації».
У 1527 році, у віці 11 років, Анна була заручена з Франциском, 9-річним сином і спадкоємцем Антуана, герцога Лотарингії. Але оскільки на момент укладення договору Франциск не досяг віку згоди (10 років), заручини вважалися неофіційними та були скасовані в 1535 році. Її брат Вільям був лютеранином, але сім'я не була релігійною, а її мати, герцогиню Марію, описували як «сувору католичку». Триваюча суперечка її батька за Гелдерланд з Карлом V зробила сім'ю союзниками для короля Англії Генріха VIII після Нісуазького перемир'я. Томас Кромвель, премьєр-міністр, вмовляв короля одружитися з Анною.

## Підготовка до шлюбу
Художника Ганса Гольбейна Молодшого відправили в Дюрен, щоб написати портрети Анни та її молодшої сестри Амалії, кожну з яких Генріх розглядав як свою четверту дружину. Король вимагав від художника бути максимально акуратним, не лестити сестрам. Зараз портрети зберігаються в Луврі, Париж та в Музеї Вікторії та Альберта в Лондоні. Ще один портрет 1539 року, створений школою Бартеля Брейна Старшого, знаходиться в колекції Трініті-коледжу в Кембриджі.
До березня 1539 року переговори щодо організації шлюбу були в розпалі. Томас Кромвель спостерігав за перемовинами і 4 жовтня того ж року було підписано шлюбний договір. Король погодився виплатити братові нареченої посаг у 100 000 флоринів.
Генріх цінував у жінках освіченість і культурну витонченість, але Анні бракувало цих рис. Вона не отримала формальної освіти, але зналася на рукоділлі та любила грати в карти. Вона вміла читати і писати, але тільки німецькою. Тим не менш, Анну вважали ніжною, доброчесною та слухняною, тому її рекомендували як підходящу кандидатуру для Генріха.
Французький посол Шарль де Марійяк описав Анну як високу й струнку, «середньої краси та дуже впевненого й рішучого вигляду». Вона була світловолоса і, як кажуть, мала гарне обличчя. За словами літописця Едварда Холла, «її розпущене волосся було світлим, білявим і довгим… вона була одягнена за англійською модою з французьким капюшоном, який так підкреслював її красу та гарний вигляд, що кожна істота зраділа б, побачивши її». Вона виглядала досить серйозно за англійськими стандартами і виглядала старшою за свій вік. Гольбейн намалював її з високим чолом, очима з важкими повіками і гострим підборіддям.
Спочатку Анна мала їхати до Англії сама зі своїм кортежем — смерть її батька завадила її братові та матері подорожувати, — але виникли побоювання щодо красивої, захищеної молодої жінки, яка ніколи не подорожувала морем та яка мала здійснити таку подорож, особливо взимку. Вона їхала з Дюссельдорфа до Клеве, а потім до Антверпена, де її прийняли п'ятдесят англійських купців.

Генріх зустрів її приватно на Новий рік 1540 року в Рочестерському абатстві в Рочестері під час її подорожі з Дувра. Генріх і деякі з його придворних, дотримуючись придворної куртуазної традиції, зайшли переодягнені в кімнату, де перебувала Анна. Юстас Шапуїс писав :
[Король] піднявся до кімнати, де згадана леді Анна дивилася у вікно, щоб побачити цькування биків, що відбувалося у дворі: раптом він обійняв і поцілував її і показав їй значок, який Король послав їй як подарунок на Новий рік, а вона, збентежена і не знаючи, хто це, подякувала йому, після він заговорив з нею. Але вона майже не дивилася на нього, продовжуючи дивитися у вікно… і коли король побачив, що вона геть не звернула на нього уваги, він пішов до іншої кімнати, зняв свій плащ і знову увійшов у плащі з пурпурового оксамиту. І коли лорди та лицарі побачили його милість, вони йому вклонилися.
Згідно зі свідченнями супутників Генріха, він був розчарований Анною, відчуваючи, що вона не така, як її описували. За словами літописця Чарльза Вріотслі, Анна «не дуже добре ставилася до нього», хоча невідомо, чи знала вона, що це був король. Потім Генріх відкрив Анні свою справжню особу, хоча, як кажуть, після того, він відклав шлюб. Генріх та Анна офіційно зустрілися 3 січня на Блекхіті біля воріт Грінвіч-парку, де було влаштовано урочистий прийом.
Більшість істориків вважають, що занепокоєння Генріха щодо шлюбу пояснювали нібито незадовільною зовнішністю Анни та її нездатністю надихнути його на шлюб. Він відчував, що його ввели в оману після того, як його радники похвалили красу Анни: «Вона не така вже й прекрасна, як про неї казали», скаржився він. Він пішов ще далі і сказав іншим у своєму дворі, що якби «вона не зайшла так далеко в моє королівство і не великі приготування та держава, які мій народ зробив для неї, і через страх викликати хвилювання у світі, і загнати її брата в обійми імператора та французького короля, я б не одружився з нею. Але зараз це вже далеко зайшло, тому мені шкода».
Кромвель відчував деяку провину за портрет, створений Гольбейном, який, як вважав Генріх, не був схожим на Анну, а також за деякі перебільшені свідчення про її красу. Генріх закликав Кромвеля знайти законний спосіб уникнути шлюбу, але на той момент зробити це було неможливо, не поставивши під загрозу життєво важливий союз з німцями. У своєму гніві та розчаруванні король обрушився на Кромвеля, з приводу його подальшого жалю.

## Шлюб

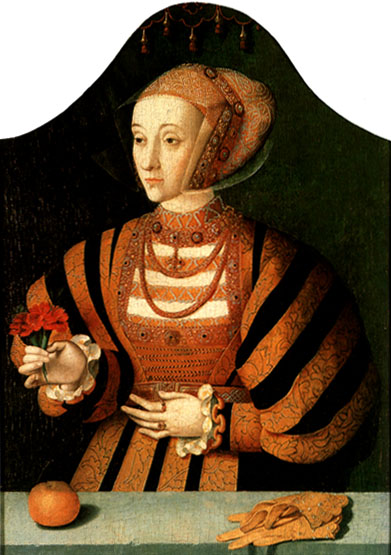
Портрет Анни в 1540-х роках роботи Бартоломея Брюйна старшого

Незважаючи на дуже голосні побоювання Генріха, 6 січня 1540 року в королівському палаці Плацентія в Грінвічі, Лондон, їх одружив архієпископ Томас Кранмер. На весіллі Генріх VIII сказав:

«Мілорди, якщо б не світ і моя держава, я б ніколи не зробив того, що повинен»

і подивився на Томаса Кромвеля.
На обручці Анни була вигравірувана фраза: «Боже, пошли мені добро, щоб зберегти його». Відразу після прибуття до Англії Анна прийняла католицьку форму віри, яку Генріх зберіг після розриву з Римом. Перша ніч пари як чоловіка і дружини не була вдалою. Генріх зізнався Кромвелю, що він «завершив» шлюб, сказавши: «Раніше вона мені дуже не подобалася, але тепер вона мені не подобається ще більше».
У лютому 1540 року, розмовляючи з графинею Рутленд, Анна описувала короля як доброго чоловіка, кажучи: "Перед сном він приходить і цілує мене, бере за руку і каже «На добраніч, серденько», а вранці він цілує мене й каже: «Прощай, люба». Леді Рутленд відповіла: «Мадам, має бути дещо більше, ніж це, інакше мине багато часу, до того моменту, поки з'явиться на світ герцог Йоркський, якого найбільше жадає все це королівство».
Анні було наказано залишити двір 24 червня, а 6 липня їй повідомили про рішення чоловіка переглянути шлюб. У кількох придворних і двох лікарів були взяті свідчення, які засвідчили про розчарування короля її появою. Генріх також прокоментував Томасу Хеніджу та Ентоні Денні, що він не міг повірити, що вона незаймана.
Незабаром після цього в Анни запитали її згоду на анулювання шлюбу, на що вона погодилася. Кромвель, рушійна сила шлюбу, був засуджений за зраду. Шлюб було анульовано 12 липня 1540 року на підставі відсутності фізичного «завершення» шлюбу та її попередніх заруч з Франциском Лотарингським. Лікар Генріха VIII заявив, що після шлюбної ночі король сказав, що він не імпотент, тому що він пережив «duas pollutiones nocturnas in somno» (дві нічні полюції під час сну).

## Після анулювання шлюбу

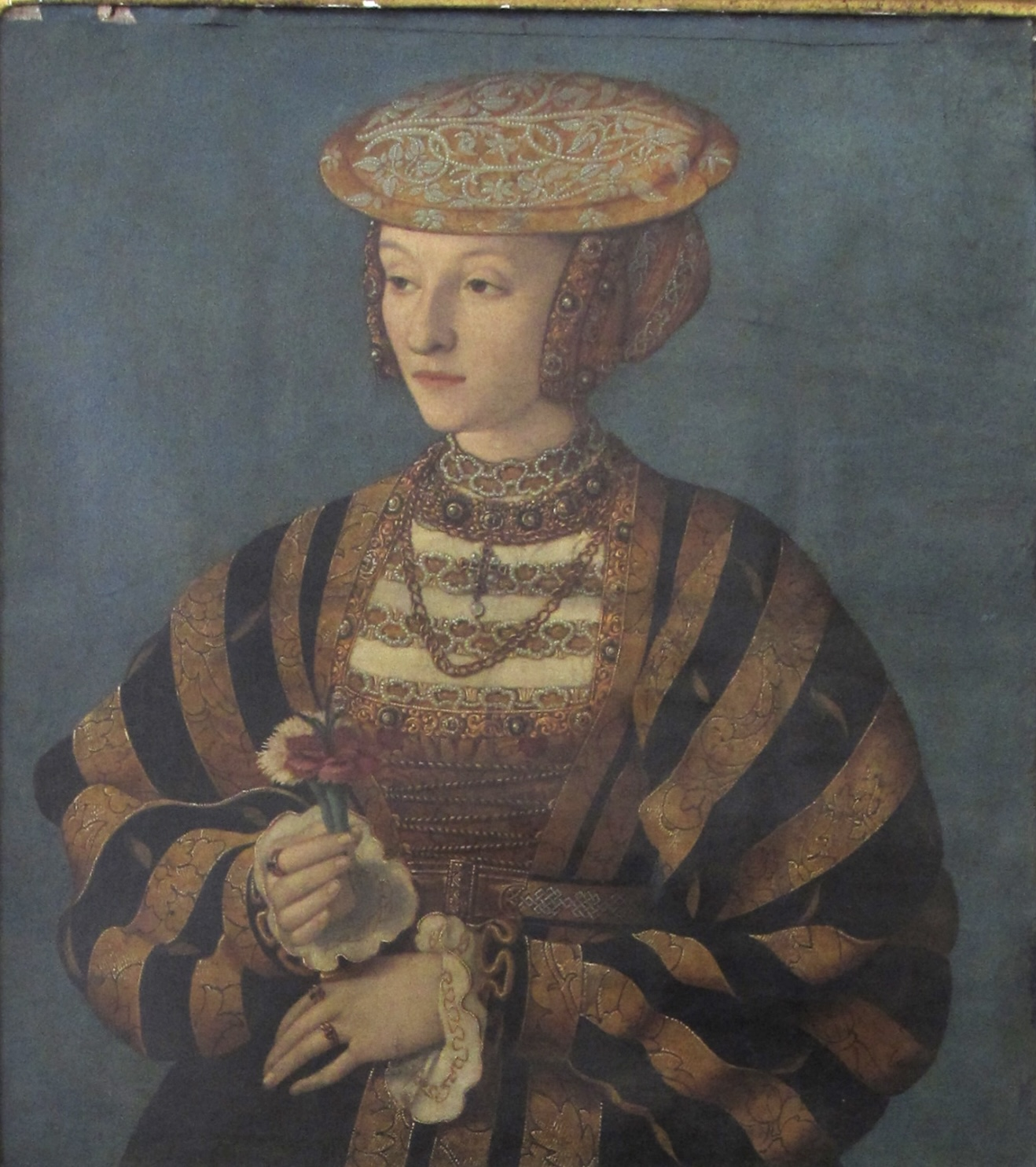
Анна після анулювання шлюбу пенздя Ганса Гольбейна Молодшого

У січні 1540 року Анна отримала в придане землю для фінансування її домогосподарства, включаючи садиби в Гемпширі, які раніше належали пріоратам Брімор і Саутвік. Як колишня королева, вона отримала щедру винагороду, включаючи Ричмондський палац і замок Хевер, будинок колишнього зятя Генріха, Томаса Болейна. Будинок Анни Клевської в Льюїсі (Східний Сассекс) є лише одним із багатьох маєтків, якими вона володіла, хоча ніколи там не жила. Генріх і Анна стали хорошими друзями — вона була почесним членом королівської родини і її називали «улюбленою сестрою короля». Її часто запрошували до двору і з вдячності за те, що вона не оскаржила анулювання шлюбу, Генріх постановив, що їй буде надано перевагу над усіма жінками в Англії, крім його власної дружини та дочок.
Після того, як Катерина Говард була страчена, Анна та її брат Вільям, герцог Юліх-Клевс-Берґ, наполягали на тому, щоб король знову одружився з Анною. Генріх швидко відмовився. Здається, вона не любила Кетріну Парр і, як повідомляється, відреагувала на новину про шостий шлюб Генрі зауваженням: «Мадам Парр бере на себе великий тягар».
У березні 1547 року Таємна рада Едуарда VI попросила її переїхати з палацу Блетчінглі, її звичайної резиденції, до Пеншурст-плейсу, щоб звільнити місце для Томаса Кавардена, майстра гулянь. Вони вказали на те, що Пеншурст був ближчим до Гевера, а переїзд був волею Генріха VIII.
4 серпня 1553 року Анна написала Марії I, з метою привітати її з одруженням з Філіпом Іспанським. 28 вересня 1553 року, коли Марія вирушила з палацу Cвятого Якова до Вайтголла, її супроводжували її сестра Єлизавета та Анна Клевська. Анна також брала участь у коронаційній процесії Марії I і, можливо, була присутня на її коронації у Вестмінстерському абатстві. Це були її останні появи на публіці. Оскільки нова королева була суворою католичкою, Анна знову змінила релігію, ставши католичкою.
Після короткого повернення до видатного становища вона втратила королівську прихильність у 1554 році після повстання Ваєтта. За словами Саймона Ренара, імперського посла, тісний зв'язок Анни з Єлизаветою переконав королеву, що «леді [Анна] Клевська була причетна до змови та інтриг з герцогом Клевським, щоб отримати допомогу для Єлизавети: справи, в яких король Франції був головним рушієм». Немає доказів того, що Анну знову запросили до двору після 1554 року. Вона була змушена жити тихим і непримітним життям у своїх маєтках. Після прибуття в якості нареченої короля Анна ніколи не залишала Англію. Незважаючи на періодичне почуття туги за домом, Анна була загалом задоволена Англією і Холіншед описав її як «леді, що має поважне ставлення, ввічливу, ніжну, хорошу економку і велику щедрість до своїх слуг».

## Смерть

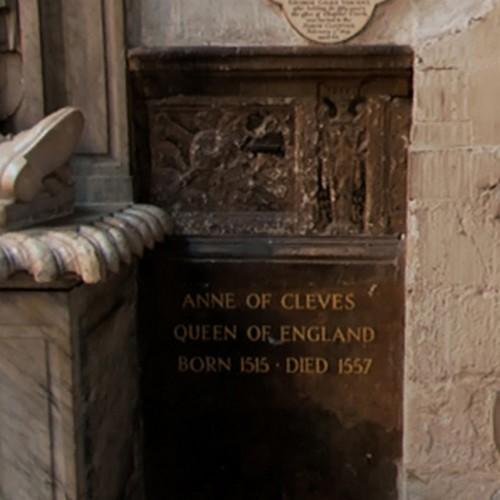
Могила Анни у Вестмінстерському абатстві

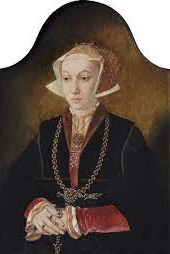
Анна Клевська незадовго до смерті

Коли здоров'я Анни почало погіршуватися, Марія дозволила їй жити в Chelsea Old Manor, де остання дружина Генріх, Катерина Парр, жила після нового шлюбу. Тут у середині липня 1557 року Анна промовила свою останню волю. У ній вона згадує своїх брата, сестру та невістку, а також майбутню королеву Єлизавету, герцогиню Саффолкську та графиню Арундел. Вона залишила трохи грошей своїм слугам і попросила Марію та Єлизавету використовувати їх у своїх домах. Вона запам'яталася всім, хто їй служив, як особливо щедра і легка господиня.
Анна померла в Chelsea Old Manor 16 липня 1557 року. Найімовірнішою причиною її смерті був рак. Її поховали у Вестмінстерському абатстві 3 серпня у тому, що було описано як «дещо важкодоступну гробницю» на протилежному боці від храму Едуарда Сповідника та трохи вище рівня очей для людини середнього зросту.
Епітафія Анни у Вестмінстерському абатстві англійською мовою звучить просто:
З усіх дружин Генріха VIII вона померла останньою.

## Титули
- Її Величність Королева Англії (1540)

Герб Анни як королеви-консорт

## Кінообрази
- Ельза Ланчестер у фільмі «Приватне життя Генріха VIII» (1933)
- Елві Хале у серіалі «Шість дружин Генріха VIII» (1970)
- Піа Гірард у серіалі «Генріх VIII» (2003)
- Джосс Стоун у серіалі «Тюдори» (2007—2009)